# Língua kyak
A língua kyak é uma língua adamawa da Nigéria, falada por pelo ao menos 5.000 pessoas. Segundo o Ethnologue o kyak é um dialeto, porém Blench (2004) lista-o como uma língua aparentemente separada.